# Fantastic'Arts 2002
La neuvième édition du festival Fantastic'Arts s'est déroulé du 16 au 22 janvier 2002. La thématique fut : l'Apocalypse.

## Palmarès
| Prix                                      | Attribué à                                              | Pays       |
| ----------------------------------------- | ------------------------------------------------------- | ---------- |
| Grand prix du festival                    | Fausto 5.0 d'Isidro Ortiz, Alex Olle, Carlos Padrissa   | Espagne    |
| Prix du jury                              | L'Échine du Diable de Guillermo del Toro                | Espagne    |
| Prix de la critique                       | L'Échine du Diable de Guillermo del Toro                | Espagne    |
| Prix du jury jeunes                       | L'Échine du Diable de Guillermo del Toro                | Espagne    |
| Prix Première                             | Donnie Darko de Richard Kelly                           | États-Unis |
| Prix du public Mad Movies - inédits vidéo | Jack et le haricot magique de Brian Henson              | États-Unis |
| Grand prix du court métrage fantastique   | À Louer de James L. Frachon                             | France     |
| Prix Canal+ du court métrage fantastique  | À Louer de James L. Frachon                             | France     |
| Prix du vidéo clip fantastique            | Where's your head at de Felix Buston pour Basement Jaxx |            |
| Prix littéraire                           | Wonderlandz de Jean-Luc Bizien                          |            |

## Jury

### Jury longs métrages
Président du jury : Norman Jewison
- Cyrielle Clair
- Emma de Caunes
- Françoise Fabian
- Patrick Braoudé
- Bernard Farcy
- Christophe Gans
- Eric Liberge,
- Benoît Magimel
- Gilbert Melki
- Georges Wolinski

### Jury courts métrages
Président du jury : Antoine Duléry
- Bérénice Bejo
- Olivia Bonamy
- Thomas Dutronc
- Clément Sibony
- Florent-Emilio Siri

### Jury vidéo clip
Président du jury : Stomy Bugsy
- Frédérique Bedos
- Barbara Schulz
- Kad et Olivier

### Colloque "l'Apocalypse"
- Bernard Werber (écrivain)
- Hélène Puiseux (spécialiste des images de la guerre nucléaire)
- Pierre Prigent (théologien)
- Paul-Georges Sansonetti (spécialiste de l'histoire des mythes dans le cinéma)
- Jean Marchal (psychothérapeute)
- Frédéric Rognon (philosophe)

### Auteurs du Salon du Grimoire
- Auteurs présents : Henri Loevenbruck,Jay Elis,Renaud Benoist

## Films en compétition
- Donnie Darko de Richard Kelly ( États-Unis)
- L'Échine du Diable (El Espinazo del diablo) de Guillermo del Toro ( Espagne /  Mexique /  Argentine)
- Fausto 5.0 de Isidro Ortiz, Carlos Padrissa et Alex Ollé ( Espagne)
- Emprise (Frailty) de Bill Paxton ( États-Unis /  Allemagne)
- Jeepers Creepers : le Chant du Diable (Jeepers Creepers) de Victor Salva ( États-Unis /  Allemagne)
- St John's Wort (弟切草, Otogirisō?) de Ten Shimoyama ( Japon)
- Uzumaki de Higuchinsky ( Japon)

## Courts métrages en compétition
- À louer de James L. Frachon ( France)
- Avatars de Ben Elia ( France)
- Dans les yeux du chien mort de Emmanuel Bellegarde ( France)
- Flash de François Bergeron ( France)
- La toile de Michel Leray ( France)
- Liens sacrés de Pascal Chaumeil ( France)
- Metal spike de Didier Poiraud, Thierry Poiraud ( France)
- Nomina domini de Ivan Engler (de) ( Suisse)
- Rmertonensis de Nicolas Salis ( France)
- Staring girl de Alex et Niko ( France)
- Tête de chou de Stéphane Secq ( France)

## Films hors-compétition
- 13 fantômes (Thir13en Ghosts) de Steve Beck ( États-Unis /  Canada)
- Long Time Dead de Marcus Adams ( Royaume-Uni /  France)
- Bones de Ernest R. Dickerson ( États-Unis)
- Le Sang des innocents (Non ho sonno) de Dario Argento ( Italie)
- From Hell de Albert et Allen Hughes ( États-Unis)
- Avalon de Mamoru Oshii ( Japon /  Pologne)
- Jimmy Neutron, un garçon génial (Jimmy Neutron : Boy Genius) de John A. Davis ( États-Unis)
- L'Ascenseur : Niveau 2 (Down) de Dick Maas ( États-Unis /  Pays-Bas)
- Astérix et Obélix : Mission Cléopâtre de Alain Chabat ( France /  Allemagne)

### Nuit Apocalypse
- Revelation de Stuart Urban ( Royaume-Uni)
- (Gojoe, le pont vers l'Enfer (五条霊戦記, Gojo reisenki: Gojoe?) de Sogo Ishii ( Japon)

### Nuit trash
- Cubbyhouse de Murray Fahey ( Australie)
- Dagon de Stuart Gordon ( Espagne)

### Rétrospective Apocalypse
- L'Armée des douze singes (12 Monkeys) de Terry Gilliam
- Kaïro (回路, Kairo?)de Kiyoshi Kurosawa
- Postman (The Postman) de Kevin Costner
- Starship Troopers de Paul Verhoeven
- La Jetée de Chris Marker
- New York 1997 (Escape From New York) de John Carpenter
- Le Sacrifice (Offret) de Andreï Tarkovski
- Terminator 2 : Le Jugement dernier (Terminator 2: Judgment Day) de James Cameron

## Inédits vidéo
- Arachnid de Jack Sholder ( Espagne)
- Ed Gein, le boucher (In the Light of the Moon) de Chuck Parello ( États-Unis /  Portugal)
- Faust (Faust : Love of the Damned) de Brian Yuzna ( Espagne)
- Jack et le Haricot magique (Jack and the Beanstalk: The Real Story) de Brian Henson ( États-Unis)
- The Unknown - origine inconnue (Det okända.) de Michael Hjorth ( Suède)

- L'anneau magique (Faeries) de Gary Hurst ( Royaume-Uni)